# أمين أحمد العريض
أمين أحمد العريض (ولد في 1973 في البحرين) رجل أعمال بحريني.

## النشأة والتعليم
ولد العريض في عام 1973 في البحرين. ثم انتقلت عائلته وهو في عمر العامين تقريبا إلى المملكة المتحدة ليكمل والديه الدكتور أحمد سالم العريض والدكتورة رباب المدني دراسة الطب حيث كانت وزارة الصحة تبتعث الأطباء للدراسة واكتساب الخبرة باعتبار لم يكن في البحرين كلية للطب آن ذاك. والتحق بالمدارس في المملكة المتحدة لمدة عامين حتى بلغ سبع سنوات تقريبا ثم عادوا إلى البحرين.
تنحدر عائلة العريض من فريج الفاضل ولا يزال منزل جده هناك. انتقلت العائلة الصغيرة للعيش في منطقة القفول لمدة تراوحت بين 5 أو 6 سنوات والتحق وقتها بمدرسة سانت كريستوفر الخاصة ثم إلى مدرسة البحرين الخاصة بالجفير. أكمل دراسته الإبتدائية والإعدادية والثانوية في مدارس خاصة وحصل على شهادة الثانوية العامة في العام 1992.
حصل على درجة البكالوريوس في الاقتصاد والعلاقات الدولية من جامعة ريدلاندز في الولايات المتحدة في العام 1996. ثم حصل على درجة الماجستير في إدارة الأعمال من جامعة دي بول بالولايات المتحدة في العام 2004.

## المسيرة المهنية
عندما تخرج في منتصف التسعينات كانت البحرين تشهد نشاطا بنكيا ومصرفيا قويا حيث المؤسسات الدولية والبنوك المتعددة والدعم الحكومي للقطاع لخلق مركز مالي قوي فاتجه للعمل في القطاع المصرفي الذي شعر وقتها بأن له مستقبلا كبيرا فهو ينمو ويتقدم بشكل مهول. رغب في العمل بالقطاع الخاص مخالفا - تقريبا - عرف العائلة التي كانت تميل للقطاع العام فعمه جواد العريض كان آنذاك وزير للصحة وكان والداه يعملان في مستشفى السلمانية وكذلك الأمر بالنسبة لبقية أفراد العائلة حيث تجدهم في مؤسسات الدولة. فضل القطاع المصرفي وبالفعل التحق للعمل في مؤسسة نقد البحرين (مصرف البحرين المركزي حاليا) فهو حلقة الوصل بين القطاعين العام والخاص التي كانت تقوم بدور جبار في تلك الفترة حيث تدفق المؤسسات المالية على السوق البحرينية والنمو والازدهار ولأن خلفيته اقتصادية كان جزءا من فريق البحوث الاقتصادية وتحديدا المسؤول عن المهام التي يركز عليها التقرير السنوي الذي كانت تصدره مؤسسة نقد البحرين ويشمل القطاع المالي عموما واقتصاد البحرين.
عمل في المؤسسة لمدة 5 سنوات وقبل انتهاء فترة عمله معها ابتعث إلى العاصمة الأمريكية واشنطن لخوض دورة متخصصة لدى صندوق النقد الدولي لمدة 6 أشهر تعنى باقتصاديات الشرق الأوسط. أثناء تواجده هناك قرر المضي بأمرين الأول إيجاد فرصة عمل في القطاع الخاص أي في البنوك وكانت الفرص متوافرة تماشيا مع نمو السوق أما الثاني فكان يتعلق بمواصلة دراساته العليا ووجد اهتماما كبيرا بالشهادات في صندوق النقد الدولي وبالفعل بدأ مباشرة إذ قدم للماجستير في إدارة الأعمال ببرنامج مشترك بين جامعة دي بول الأمريكية ومعهد البحرين للدراسات المصرفية والمالية بدعم وتشجيع من بنك البحرين والكويت.
بعد عودته من الولايات المتحدة إلى البحرين بعام واحد التحق بالعمل في بنك البحرين والكويت في وقت كان يعتبر من أكبر البنوك التجارية بالبحرين وأشهرها حيث عمل ضمن الإدارة الجديدة باحثا اقتصاديا في وقت كان يقود البنك المصرفي مراد علي مراد رئيسا تنفيذيا ونائبه الدكتور فريد الملا. عمل معهم 5 سنوات. وكان الدكتور خالد عبد الله قد منحه الفرصة بتعيينه رئيسا للفروع بالبنك وكان منصبا مهما جدا بعد أن وصل إلى مرحلة أنه كباحث لن يستطيع الصعود أكثر في بنك تجاري وكانوا بالبنك بحاجة لتطبيق النظريات التي يتوصل إليها الباحثون على أرض الواقع. كان صغيرا نسبيا عند تعيينه رئيسا للفروع في الثلاثينات من عمره مقارنة بمن هم في نفس منصبه والذين كانوا بالخمسينات.
توصلنا في البنك - أسرة البنك كافة - إلى أن البحرين تزخر بالفرص وأن البنوك التجارية تصب اهتمامها على القروض الشخصية أو قروض الشركات في حين لا تلتفت إلى القطاع العقاري إذ لم يكن ضمن تخصصها. إن عملية إقراض القطاع العقاري معقدة لدى معظم البنوك خصوصا عندما بدأت الحكومة تسمح بالبيع على الخريطة أو بيع الشقق فوثائق البيع على الخريطة لم تكن تصدر إلا بعد استكمال المشروع ولم يكن في ذلك الوقت قانون يسمح بإعطاء وثيقة لبيع الشقة - بخلاف الآن - فهذه الآليات كانت غير موجودة وبالتالي كان يصعب على البنوك الإقراض دون وثيقة لأنها تعتبر الوثيقة ضمانا. بدأوا في البحث في إنشاء أول مؤسسة مالية مختصة في تمويل العقارات وأطلق عليها اسم شركة سكنا وعملوا عليها وأنشأوا تحت مظلة بنوك تجارية (بنك البحرين والكويت وشريكه مصرف الشامل سابقًا «بنك الإثمار حاليا»). واجهوا العديد من التحديات والصعاب وكان على رأسها غياب القوانين وصعوبة الإجراءات بالبنوك التي عادة ما تتكيف مع معطيات السوق فمن كان يلجأ لشراء العقارات مستثمرون من الخارج وهنا يأتي السؤال: كيف ستمنح تمويلا للأجانب الذين ليس لديهم راتب شهري؟ من هنا انطلقت فكرة تأسيس بنك مستقل يعنى بالقطاع العقاري وقرر العريض مع عبد الله وبعض زملائهما إطلاق شركة ريف للتمويل العقاري والتي نجحت وأثبتت نفسها في السوق.
كانت تجربة جديرة تأسيس شركة ونجاحها وأن تعمل في تمويل العقار وخلال أول 18 شهرا من تأسيس شركة الريف تمكنوا من إقراض 30 مليون دينار وهي ذات قيمة محفظة بنك البحرين والكويت. وكانت ريف مستقلة عن بنك البحرين والكويت فالمستثمر الرئيسي فيها شركة غلوبل الكويتية ونتيجة للأداء الجيد للسوق فقد كان النمو بالقطاع العقاري في بداية الألفية الثانية (أول عشر سنوات) كبير جدا لذا استفادت ريف من ذلك وعرفت كيف تستثمر هذا النمو الهائل ونجاح تجربة ريف وولوج القطاع العقاري هو ما أهله إلى أن يكون رئيس تنفيذي لشركة البحرين الأولى لأن المستثمر الرئيسي في شركة ريف (شركة غلوبل الكويتية) هو ذاته المستثمر الرئيسي في شركة البحرين الأولى.
دعا المسؤولون في شركة غلوبل العريض وعرضوا عليه فكرة تأسيس شركة استثمارية مهتمة بالسوق البحريني (وفي ذات الوقت كانت لديهم «دبي الأولى» و«قطر الأولى» كانوا مهتمين بتأسيس شركات تستثمر الفرص في دول مجلس التعاون الخليجي) وعرضوا عليه تأسيس شركة من الصفر وكان رأس مالها 100 مليون دولار أمريكي وقد أحبب فكرة أنه من يقوم باختيار الفريق الذي يعمل معه. وبالفعل بدأوا العمل بوضع اقتصادي جيد وكانت جميع المعطيات إيجابية وداعمة لترك شركة ريف والبدء بمرحلة جديدة مع شركة البحرين الأولى وهذا ما حصل ففي العام 2007 التحق بالبحرين الأولى مديرا عاما وتم تأسيس المكتب في البحرين - الذي يعتبر المطبخ لأعمال الشركة كون جميع المشاريع في البحرين فبه كل الأقسام الخاصة بالمشاريع من هندسة وغيرها - وآخر في الكويت ينصب اهتمامه أكثر نحو المساهمين ويتواجد به أمين سر الشركة والمحاسب المالي لأن البيانات المالية للشركة يجب عرضها في الكويت.
بعد عام واحد من انطلاقهم بدأت المشاكل مع الأزمة المالية التي حدثت وكانوا مهتمين بالتركيز على تطوير الأراضي في ضاحية السيف 2006 و2007 لكن الظروف في العامين 2008 و2009 فرضت عليهم إعادة النظر بعد حدوث ركود في القطاع العقاري خصوصا للمشاريع الضخمة التي تحتاج إلى تمويل كبير وشراكات مع بنوك فقرروا تغيير المسار - مع الإبقاء على القطاع العقاري - وبدأ الاهتمام بالقطاع الصناعي الذي كان من ضمن القطاعات القوية والصلبة والقادرة على تجاوز الأزمة لأن الطلب عليها قوي فأتت فكرة شركة مجال للمستودعات تحت شركة البحرين الأولى وبدأوا الشركة الجديدة بتحفظ.
كانت أول شركة طرحت فكرة المستودعات بمستوى عال للمؤسسات الصغيرة والمتوسطة وحققوا قصة نجاح يحتذى بها وبعد ذلك أصبح لديهم ثقة أكبر فاستثمروا في الجنبية وأسسوا مجمع مركادو وبجانبه إنشاء 42 فيلا.
في يوليو 2018 انضم العريض لشركة البحرين للاستثمار العقاري (إدامة) بصفة رئيس تنفيذي حيث تمكن منذ ذلك الحين من تعزيز البيئة الاستثمارية بالقطاع العقاري والمسؤولة عن تنفيذ الأهداف الاستراتيجية لشركة إدامة. علاوة على زيادة مستوى الأداء التشغيلي وإدارة محفظة متنوعة من الأصول العقارية على الصعيد المحلي وسعى كذلك للمساهمة في تحويل قطاع العقارات المتنوع والديناميكي في البحرين.
في 2 أبريل 2020 رحب بنك البحرين الوطني بالعريض كأحدث عضو في مجلس إدارته خلفا لخالد عمرو الرميحي الذي قدم طلبا لترك عضوية المجلس نظرا لتوليه لمهام جديدة ومسئوليات أكبر.
في 6 يونيو 2020 احتل العريض الترتيب رقم 70 في قائمة أقوى 100 شخصية في عالم البناء لعام 2020 من قبل مجلة كونستركشن ويك والتي تسلط الضوء على أكثر القادة المؤثرين في قطاع الإنشاءات والعقارات بمنطقة الشرق الأوسط.
في 26 يناير 2021 قامت شئون الموانئ والملاحة البحرية بوزارة المواصلات والاتصالات بتسليم رخصة تشغيل رصيف سعادة والمملوك من قبل شركة البحرين للاستثمار العقاري (إدامة) إحدى الشركات التابعة لشركة ممتلكات البحرين القابضة لتقديم خدمات النقل البحري للركاب بالرصيف من قبل شركة الجنوب للسياحة إحدى كبرى شركات السياحة البحرية الرائدة بالبحرين والمرخصة من قبل الوزارة. وتم تسليم الترخيص إلى العريض وبحضور الرئيس التنفيذي لشركة الجنوب للسياحة عبد الله المرباطي يرافقهم عدد من المسئولين بكلتا الشركتين.
في 1 يوليو 2021 كشف العريض عن العلامة التجارية الجديدة لشركة البحرين للاستثمار العقاري (إدامة) الذراع العقاري لشركة ممتلكات البحرين القابضة والتي تهدف إلى تسليط الضوء على خططها الطموحة لنمو قطاع العقارات في البحرين وكذلك تعزيز تواصلها مع جمهورها وتم ابتكار الهوية البصرية الجديدة بالشراكة مع يونيسونو الشركة الرائدة في مجال تصميم العلامات التجارية الاستراتيجية في البحرين. وترمز هوية إدامة الجديدة إلى تطورها عبر السنين وتعبر عن الجوهر الإبداعي للعلامة التجارية بأسلوب جمالي يعكس طابع المهنية.
في 12 أغسطس 2021 قال العريض إن تطوير جزر حوار سيشمل فللا في البحر على غرار جزر المالديف ضمن خطة طموحة لتحويل جزر حوار إلى مشروع سياحي عالمي.
في 11 أكتوبر 2021 أكد العريض اعتبار المنامة مدينة ذكية وأن الرؤية الاقتصادية 2030 ستحقق رؤية أن تكون مدننا مواتية للنمو والتنمية مع توفير نوعية حياة أفضل لجميع المواطنين البحرينيين والمقيمين.
في 19 أكتوبر 2021 أدرجت شركة إدامة ضمن قائمة مجلة كونستركشن ويك لأفضل 50 مطور عقاري في منطقة دول مجلس التعاون الخليجي للعام الثاني على التوالي تقديرا لمحفظتها الواسعة من المشاريع العقارية الفريدة التي تساهم في إثراء حياة الأشخاص وتلبية احتياجات السوق وتعزيز الاقتصاد الوطني في الوقت ذاته. كذلك أُدرج العريض ضمن قائمة 50 شخصية الأكثر تأثيرا في قطاع العقارات في المنطقة.
في 6 فبراير 2022 أعلن العريض أن شركة البحرين للاستثمار العقاري (إدامة) الذراع العقارية لشركة ممتلكات البحرين القابضة (ممتلكات) عن حصول المخطط الرئيسي العام لمشروع بلاج الجزائر الضخم متعدد الاستخدامات والممتد على مساحة 1.3 مليون متر مربع على موافقة اللجنة العليا للتخطيط العمراني برئاسة سلمان بن حمد آل خليفة ولي العهد رئيس مجلس الوزراء. وقد صُمم المخطط الرئيسي العام المعتمد للمشروع ليحقق التوازن بين التنمية الاقتصادية والاجتماعية والاستدامة البيئيّة وتنميتها لصالح الأجيال القادمة ليتماشى مع التزام البحرين بخفض انبعاثات الكربون والوصول إلى الحياد الصفري بحلول عام 2060. إذ تتبع هذه المدينة الساحلية متعددة الاستخدامات نهج عمراني مستدام لحماية البيئة وستدعم تطبيق التقنيات الخضراء والنظيفة لتنقية الهواء وتخفيف درجات الحرارة وذلك من خلال إنشاء العديد من الممرات المظللة بالقرب من المرافق الرئيسيّة لتشجيع مرتاديها على المشي والحد من استخدام السيّارات. كما سيتم تصميم المباني وتوجيه واجهاتها الرئيسية على نحو يقلل من التعرض للحرارة ومن ثم خفض استهلاك الكهرباء اللازمة للتكييف وستتضمن البنية التحتية الداعمة مرافق لإعادة تدوير المياه إلى جانب مرافق لتوليد الكهرباء من الطاقة الشمسية.